# (8672) Morse
(8672) Morse (1991 PW16) – planetoida z pasa głównego asteroid okrążająca Słońce w ciągu 3,85 lat w średniej odległości 2,46 au. Odkryta 6 sierpnia 1991 roku.